# نخستین بانک ایالات متحده
رئیس، مدیران و شرکت بانک ایالات متحده، که معمولاً به عنوان نخستین بانک ایالات متحده (انگلیسی: First Bank of the United States) شناخته می‌شود، یک بانک ملی بود که برای مدت بیست سال توسط کنگره ایالات متحده در ۲۵ فوریه ۱۷۹۱ تأسیس شد. پس از بانک آمریکای شمالی، نخستین بانک ملی بالفعل کشور، قرار گرفت. با این حال، هیچ‌یک از این دو به وظایف یک بانک مرکزی مدرن عمل نکردند: آنها سیاست پولی تعیین نکردند، بانک‌های خصوصی را تنظیم نکردند، ذخایر اضافی آن‌ها را نگهداری نکردند، یا به‌عنوان آخرین راه‌حل وام‌دهنده عمل نکردند. آنها تا آنجا که اجازه داشتند در چندین ایالت شعبه داشته باشند و به دولت ایالات متحده پول قرض دهند، ملی بودند. بانک‌های دیگر در ایالات متحده هر کدام توسط یک ایالت منعقد شده بودند و فقط اجازه داشتند در یک ایالت شعبه داشته باشند.
تأسیس بانک ایالات متحده بخشی از سه بخش توسعه قدرت مالی و پولی فدرال، همراه با ضرابخانه فدرال و مالیات غیر مستقیم بود که توسط الکساندر همیلتون، وزیر اول خزانه داری حمایت می‌شد. همیلتون بر این باور بود که یک بانک ملی برای تثبیت و بهبود اعتبار کشور و بهبود مدیریت تجارت مالی دولت ایالات متحده تحت قانون اساسی جدید ضروری است.